# Móring Zsuzsanna
Móring Zsuzsanna (Kaposvár, 1984. március 30. –) magyar bajnok labdarúgó, csatár.

## Pályafutása
A Femina labdarúgója volt, ahol két bajnoki címet szerzett a csapattal. 2006 és 2011 között a másodosztályú Somogyjád SZKKSE együttesében szerepelt.

## Sikerei, díjai
- Magyar bajnokság
  - bajnok: 2000–01, 2001–02
  - 2.: 1999–00
- Magyar kupa
  - döntős: 2000, 2002